# FSP Group
Pour les articles homonymes, voir FSP.
FSP (F pour Fortron /Source USA S pour SPI P pour Powertech systems) Group est un constructeur d'alimentations informatiques et électronique. L'entreprise, basée à Taïwan, a été fondée en 1993.
Depuis sa création en 1993 et sa collaboration avec Intel pour les PSU au format ATX, l’entreprise taïwanaise propose des produits durables et vecteurs d’énergie propre pour équiper les parcs informatiques dans le domaine industriel, médical ou l’éclairage.
Elle a reçu la certification ISO 14001 et ISO 9001. Son capital est de 62 millions de dollars US[réf. nécessaire].
En France, les alimentations pour ordinateurs sont vendues sous la marque FSP  Fortron. La compagnie FSP GROUP FRANCE, est implantée à Orly (Aéroport Paris-Orly) dans le département du Val-de-Marne.